# 阿雷契斯城堡

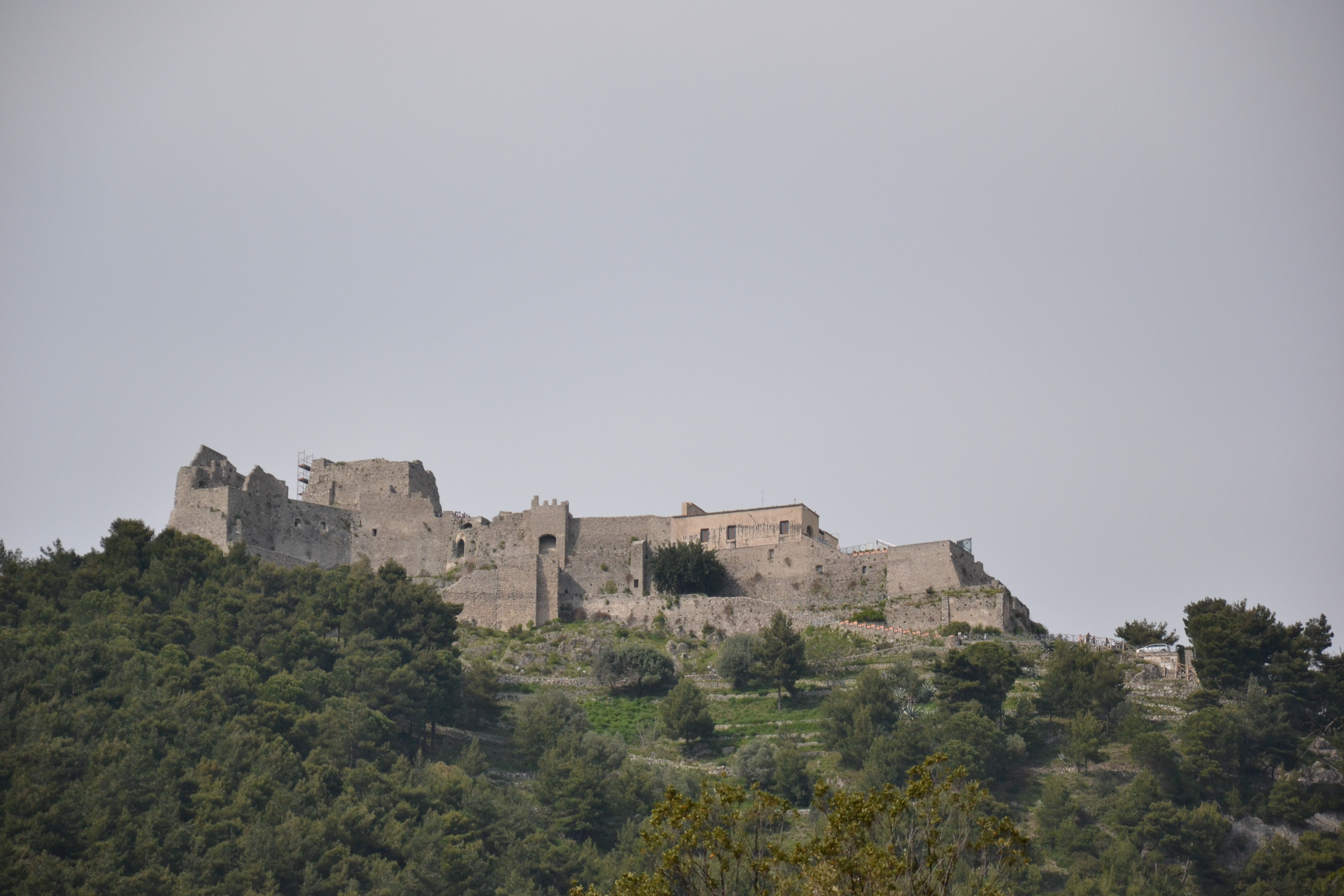

阿雷契斯城堡（Castello di Arechi）是一座中世纪古堡，坐落在海拔约300米的高度，俯瞰意大利萨莱诺城市和海湾。
在公元3世纪，罗马帝国已经在此设防。目前的城堡最古老的部分可追溯到6世纪。但另有学者认为有些部分始建于公元三世纪，在罗马帝国后期。在8世纪，伦巴第亲王阿雷契斯加固防御工事，作为贝内文托公国的宫廷，并控制地中海贸易。

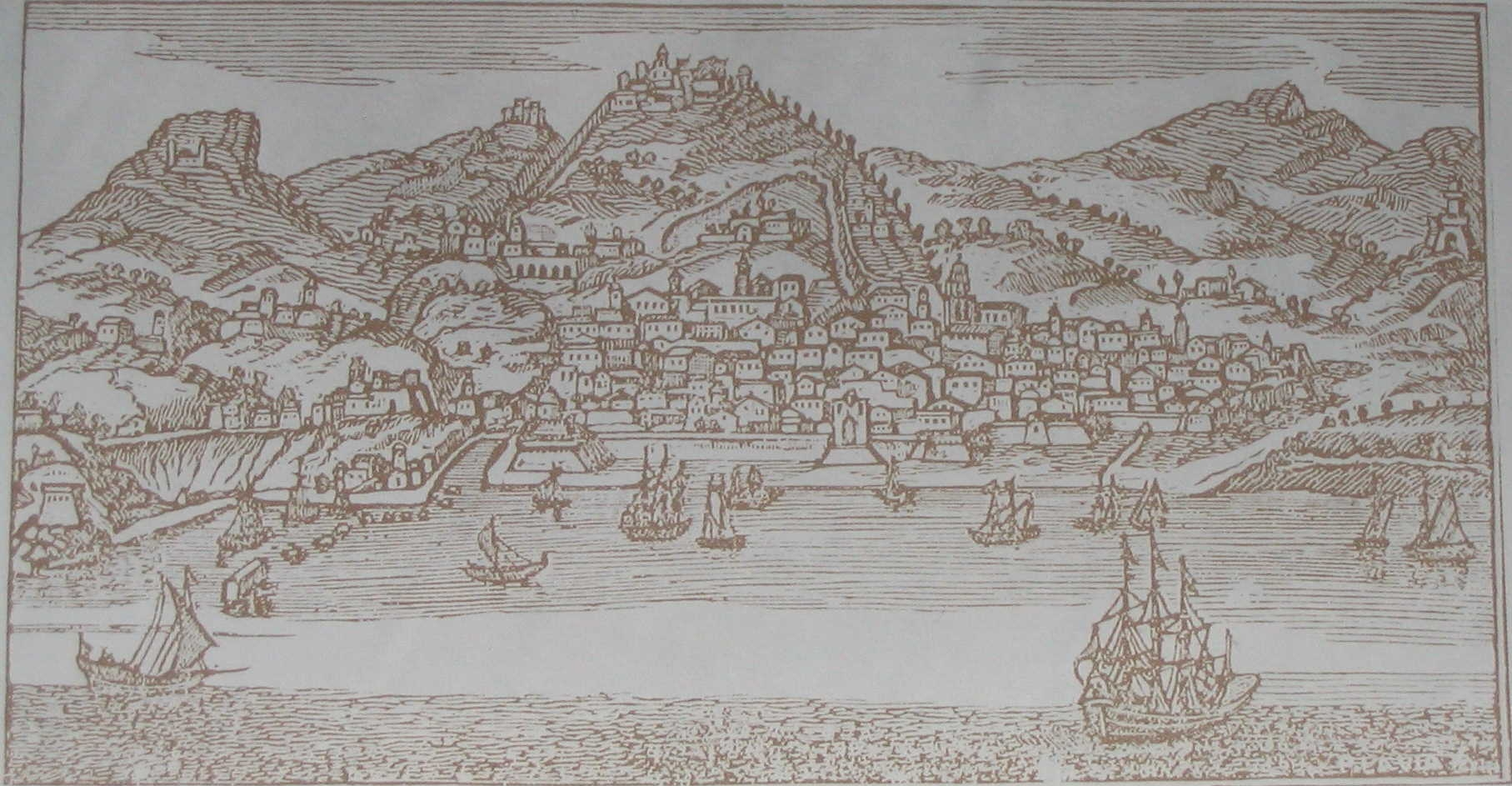
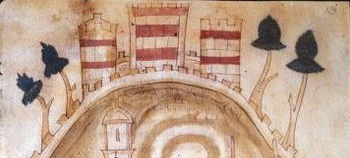
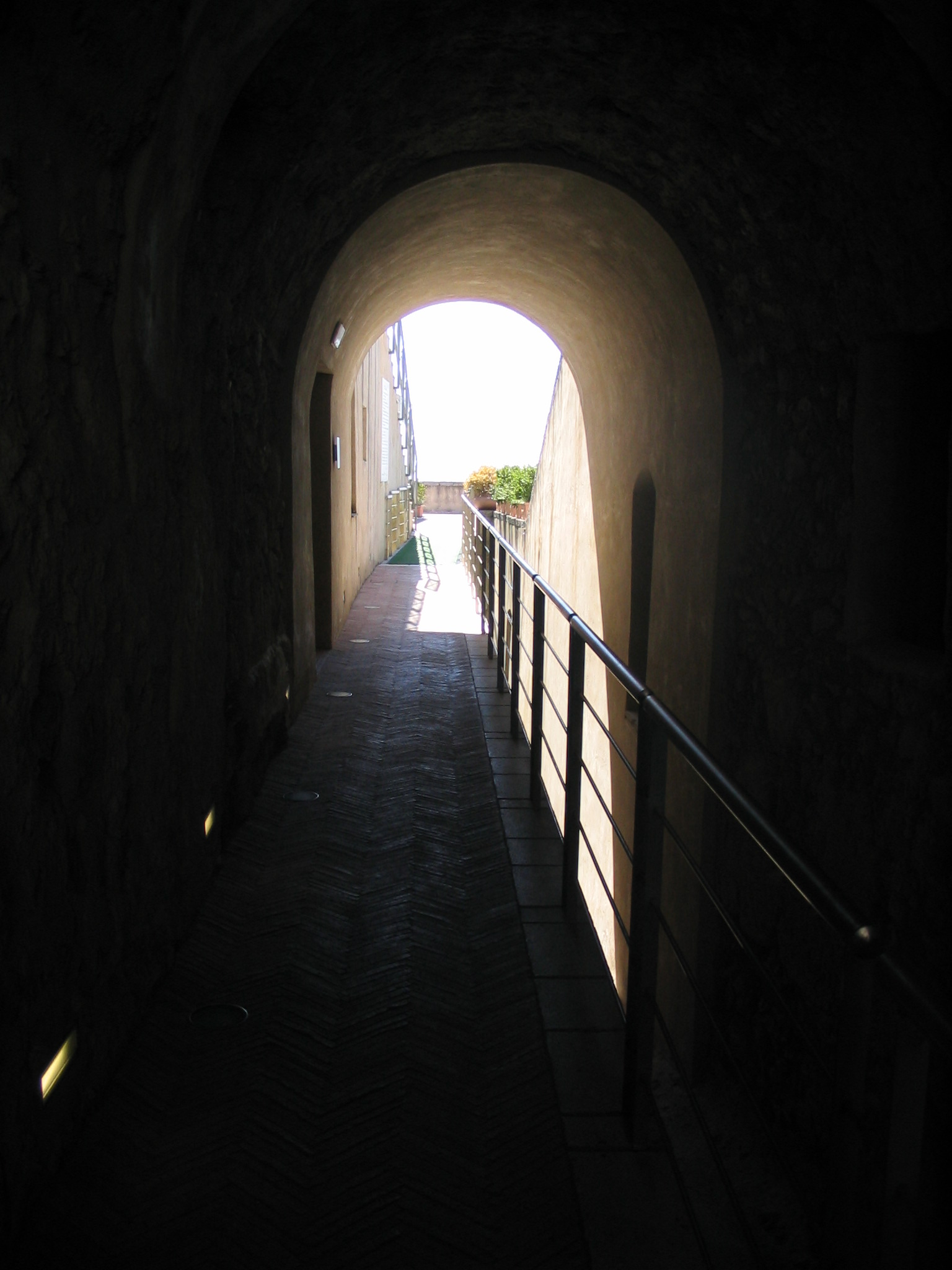
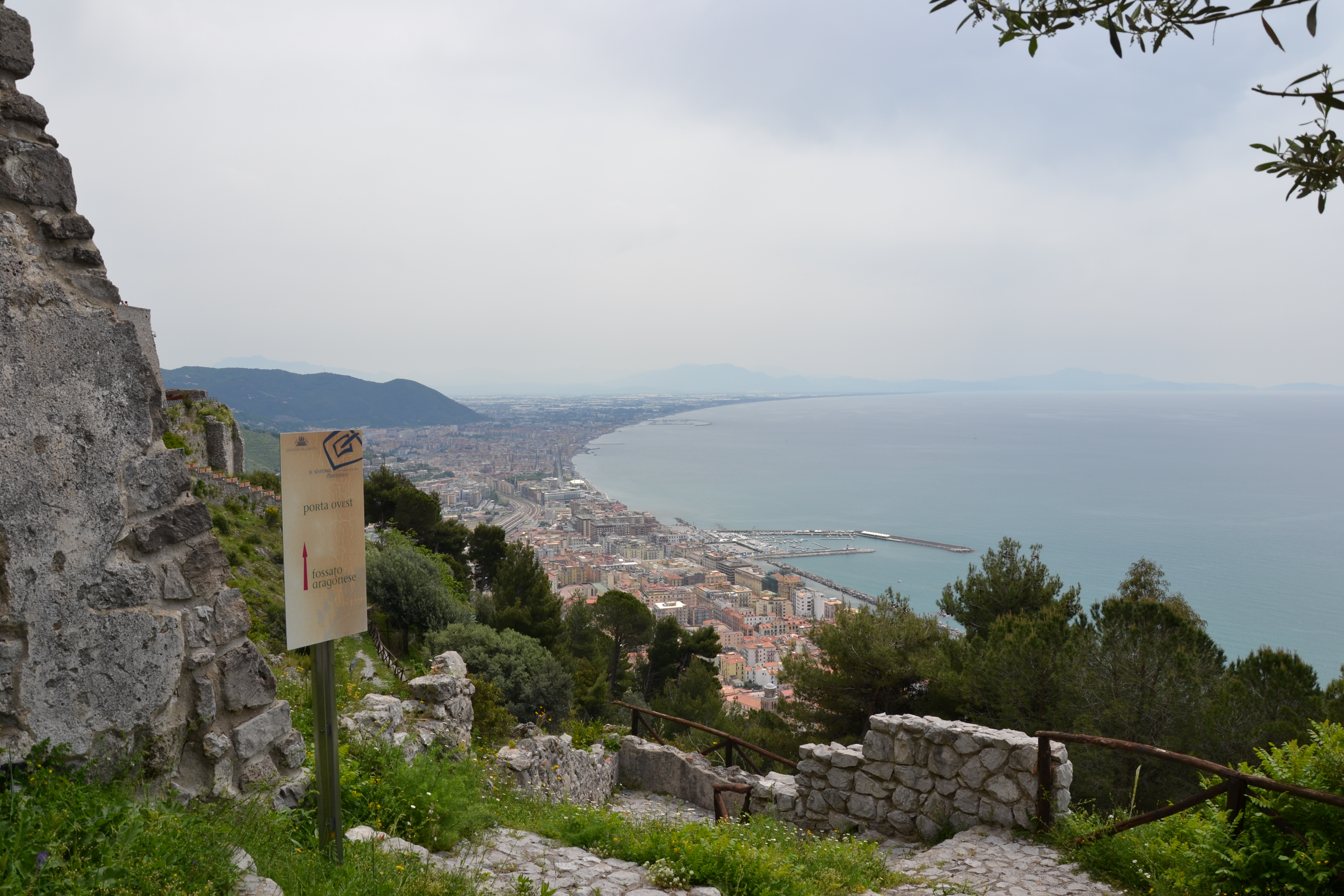
Panorama
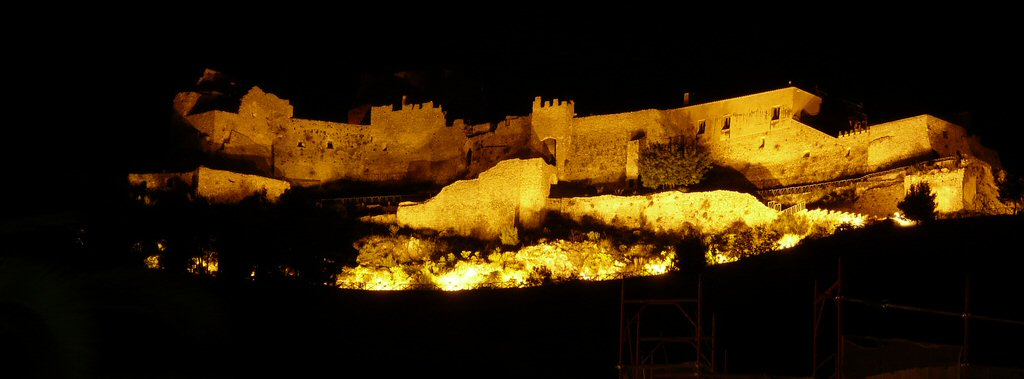